# Edelstauden
Edelstauden è una frazione di 445 abitanti del comune austriaco di Pirching am Traubenberg, nel distretto di Südoststeiermark, in Stiria. Già comune autonomo, il 1º gennaio 2015 è stato aggregato a Pirching am Traubenberg assieme all'altro comune soppresso di Frannach.